# فریتس نوتر

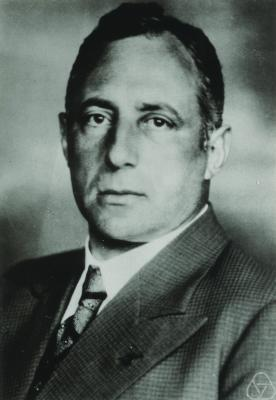
فریتس نوتر

فریتس نوتر (به آلمانی: Fritz Noether) (زاده ۷ اکتبر ۱۸۸۴ در ارلانگن - در گذشته ۱۰ سپتامبر ۱۹۴۱ در اریول) ریاضیدان اهل آلمان بود.

## زندگی و کارنامه
فریتس نوتر فرزند ریاضیدان آلمانی ماکس نوتر و برادر کوچکتر ریاضیدان امی نوتر و از خانواده‌ای یهودی بود. نوتر از ۱۹۰۴ در ارلانگن و مونیخ به تحصیل ریاضیات و فیزیک پرداخت و در سال ۱۹۰۹ در دانشگاه لودویگ ماکسیمیلیان مونیخ تحت سرپرستی آورل فوس درجه دکتری ریاضیات را با تزی دربارهٔ حرکت چرخشی کره بر روی سطوح کسب کرد. جلد آخر کتاب چهار جلدی نظریه فرفره‌ها نوشته فلیکس کلاین و آرنولد زومرفلد تحت تأثیر کارهای فریتس نوتر دربارهٔ چرخشگرها است. نوتر در ۱۹۱۱ در دانشگاه کارلسروهه درجه شایستگی را با رساله‌ای با نام دربارهٔ «دامنه اعتبار فرمول مقاومت استوکس» به دست آورد. وی پس از چندی تدریس در سال ۱۹۱۸ درجه پروفسور برجسته را دریافت کرد و از ۱۹۲۲ تا ۱۹۳۳ کرسی ریاضیات و مکانیک دانشگاه صنعتی برسلاو را در اختیار داشت.
در سال ۱۹۳۳ با روی کار آمدن نازیها نوتر به عنوان یک یهودی به بازنشستگی اجباری رفت و سپس ناچار به کوچ به اتحاد جماهیر شوروی شد و در دانشگاه تومسک به استادی در مؤسسه ریاضیات و مکانیک رسید. در دوره پاکسازی بزرگ نوتر در خانه‌اش به جرم جاسوسی برای آلمان به وسیلهٔ نیروهای امنیتی دستگیر و به ۲۵ سال زندان محکوم گشت. آلبرت آینشتاین در ۲۸ آوریل ۱۹۳۸ برای رهایی نوتر نامه‌ای به وزیر خارجه شوروی نوشت. از سرنوشت نوتر پس از آن اطلاعی در دست نبود تا اینکه در دوره گورباچف و بازگشایی آرشیوهای سری معلوم شد که نوتر پس از حمله آلمان به شوروی در تابستان سال ۱۹۴۱ به دلیل اتهام تبلیغ علیه شوروی به مرگ محکوم و در ۱۰ سپتامبر ۱۹۴۱ در اریول به ضرب گلوله کشته شده‌است. در سال ۱۹۸۸ دادگاه عالی شوروی، فریتس نوتر را از این اتهام تبرئه کرد.